# Vera Panfil
Vera Panfil (n. 15 august 1905, Ismail – d. 9 decembrie 1961, Chișinău) a fost o critică literară, prozatoare și profesoară din RSS Moldovenească.

## Biografie
A studiat la Liceul de Fete din Ismail și la Academia Agricolă din Cluj, unde a lucrat o perioadă, după care a predat biologia la școlile normale din Ploiești și București.
A debutat în presă în anul 1936, colaborând cu revistele Adevărul literar și artistic sau Viața Românească, alături de Mihail Sadoveanu, Camil Petrescu, Gala Galaction și alții. A fost preocupată de probleme de teorie și istorie literară, axându-se în special pe popularizarea literaturii ruse clasice și sovietice în România.
În anul 1940 s-a stabilit pentru o scurtă perioadă la Chișinău, unde a fost colaborator științific la Institutul de Istorie, Limbă și Literatură, studiind creația clasicilor moldoveni și relațiile literare moldo-ruse.
În 1946 a revenit la București, ca cetățean sovietic, participând la organizarea Asociației de Prietenie Româno-Sovietică și la înființarea Institutului Pedagogic de Limbă și Literatură Rusă din capitală.
În 1949 s-a întors definitiv la Chișinău, unde și-a continuat activitatea în domeniul criticii și istoriei literare. A publicat în presa periodică studii și articole despre Mihai Eminescu, Costache Negruzzi, Constantin Stamati, Alecu Donici, Alecu Russo, Vasile Alecsandri, precum și despre creația scriitorilor basarabeni. O parte dintre lucrările sale au fost reunite în volumul Pagini de critică și istorie literară (1961).

## Operă
Pe lângă activitatea critică, a scris și proză documentară și publicistică, abordând în mod special tema revoluționară:
- Zorile libertății (1957; ediție revizuită 1967)
- Roșcovana (1959)
- Știu cine mi-e prieten (în limba rusă, 1963)